# Thomas Jefferson Hutchinson
Thomas Jefferson (Jeff) Hutchinson (* 19. Januar 1927 in Washington, D.C.; † 2. Dezember 2003 in Houston) war ein US-amerikanischer Ingenieur und Funker.

## Leben
Thomas Jefferson Hutchinson wuchs in New Jersey auf und besuchte Schulen im Union County. Während des Zweiten Weltkriegs trat er 1943 als 16-Jähriger der Navy bei. Dort erlangte er einen Abschluss als Funker und wurde als solcher eingesetzt. Nach seiner Entlassung 1946 war er als Flight Radio Officer für die Fluggesellschaft American Overseas Airlines tätig. Ab 1949 studierte er am Bowdoin College. In den Sommermonaten 1949/59 nahm er als Funker an Bord des Schoners Bowdoin an Forschungsreisen von Admiral Donald B. MacMillen nach Nordkanada und Grönland teil.
Bei seinen Studien fokussierte sich Hutchinson auf die Fächer Elektronik und Physik, insbesondere Optik, und führte seine berufliche Laufbahn auf diesem Gebiet fort. Er war zunächst für das in Sylmar ansässige Unternehmen Spectrolab tätig, das damals zum Konzern Textron gehörte. In dieser Zeit erfand er eine neuartige Laserschutzbrille und ließ sich diese patentieren. Er gehörte auch zu dem Spectrolab-Ingenieur-Team, das den Hubschrauber-Suchscheinwerfer Nightsun entwickelte.
Durch seine Erfahrung mit Scheinwerfern kam Hutchinson zur Filmindustrie, die Bedarf an leichter handbaren Beleuchtungssystemen hatte. Er gründete das Unternehmen Xenotech Inc., das sich der Herstellung des Xenon-Beleuchtungssystems Sunbrute widmete. Es ermöglichte verbesserte Nachtaufnahmen und fand großen Anklang in der Filmbranche. Für die Entwicklung von Sunbrute erhielt Hutchinson bei der Oscarverleihung 1972 zusammen mit den Xenotech-Mitarbeitern James R. Rochester und Fenton Hamilton einen Oscar für technische Verdienste.
Hutchinson forschte auch für das Unternehmen Panovision und arbeitete im Marketingbereich für Pratt & Whitney. Zuletzt war er Außendienstmitarbeiter des Unternehmens AlliedSignal, das später von Honeywell aufgekauft wurde. 1986 ging er in Pension. Nach einjährigem Ruhestand begann er wieder in Teilzeit als Funker für die Handelsmarine zu arbeiten. In dieser Funktion nahm er rund acht Jahre lang an Fahrten des Containerschiffs SS Maui zwischen Kalifornien und Honolulu teil. Er war auch als Amateurfunker aktiv und besaß eine Pilotenlizenz und ein Flugzeug.
1991 zog Hutchinson aus der Region um Washington nach Merritt Island in Florida. 2003 starb er mit 76 Jahren in einem Krankenhaus in Houston an Leukämie. Nach einer Scheidung hatte er ein zweites Mal geheiratet und hinterließ neben seiner Ehefrau eine Tochter und einen Sohn aus erster Ehe sowie zwei Söhne aus seiner zweiten Ehe.